# HMS Orion (85)
Pour les autres navires du même nom, voir HMS Orion.
Le HMS Orion était un croiseur léger de la classe Leander de la Royal Navy. Il se distingua à de nombreuses reprises durant la Seconde Guerre mondiale et reçut 13 battle honours, un record égalé seulement par les destroyers HMS Nubian et HMS Jervis et dépassé par le cuirassé HMS Warspite qui, il est vrai, eu l'avantage de combattre durant les deux guerres mondiales.

## Historique
LOrion fut construit par Devonport Dockyard (Plymouth, Royaume-Uni), et Vickers-Armstrong (Newcastle upon Tyne, Royaume-Uni).

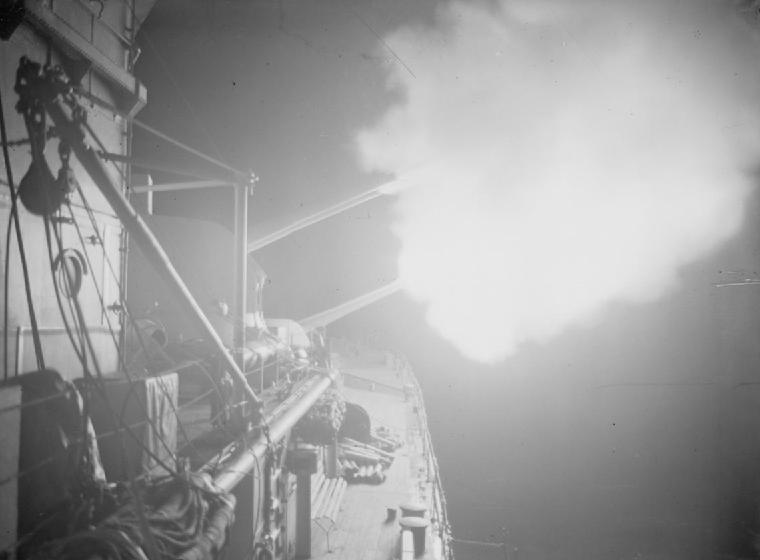
Lueurs de départ des canons de 152 mm de l'Orion se détachant de l'obscurité durant un bombardement nocturne.

Il entra en service officiellement le 18 janvier 1934, au sein de la Home Fleet mais fut transféré à la North America and West Indies Station en 1937 où il fut intégré au 8e escadron de croiseurs. Le navire transféra les cendres de Lord Tweedsmuir, Governor-General of Canada, pour les ramener en Angleterre en février 1940.
En mai 1940 il rejoignit la Méditerranée, pour intégrer le 7e escadron de croiseurs et y devenir le navire amiral du vice-amiral John Tovey. Le 28 juin 1940, il participe à l'interception de trois destroyers italiens réalisant un approvisionnement urgent des troupes italiennes en Afrique du Nord (bataille du convoi Espero). Les cinq croiseurs britanniques parviennent à couler l'Espero mais les deux autres destroyers s'échappent. Il prit part au bombardement de Bardia, et à la bataille de Calabre (connue aussi sous le nom de bataille de Punta Stilo en juillet 1940). Durant le reste de l'année 1940, il escorta des convois vers Malte et transporta des troupes en Grèce. 
Au début de 1941 il était en Crète et en mer Égée et participa à la bataille du cap Matapan en mars 1941. Pendant l'attaque d'un convoi allemand se dirigeant vers la Crète, il fut endommagé lors d'un duel avec le torpilleur italien Lupo qui en assurait l'escorte. Puis, lors de l'évacuation de la Crète, il fut sévèrement atteint par un bombardement aérien alors qu'il transportait 1 900 soldats en cours d'évacuation. Il y eut près de 360 victimes dont une centaine de soldats. Après une inspection complète des dommages, le navire put regagner Alexandrie à allure réduite (12 nœuds). En entrant dans le port, il offrait un spectacle saisissant avec son mât coincé dans la cheminée, montrant l'ampleur des dommages.
Le 29 juin, il prit la mer pour Simon's Town en Afrique du Sud, via Aden, pour effectuer des réparations temporaires afin d'être en mesure de gagner le chantier naval de Mare Island aux États-Unis pour une remise en état complète.
Les réparations de l'Orion furent achevés en mars 1942, et il retourna alors à Plymouth où il reçut de nouveaux radars. Jusqu'à l'automne, il navigua autour des îles Britanniques puis escorta des convois vers l'Afrique et l'océan Indien. En octobre 1942, l'Orion retournera en Méditerranée où il passera presque le reste de la guerre. Cette fois, avec le 15e escadron de croiseurs, il participa à des escortes de convois et apporta un soutien naval durant les débarquements de Sicile, d'Anzio, et en bombardant Gaète et les positions allemandes sur le Garigliano. 
En avril 1944, il rejoignit l'Angleterre pour intégrer la Force K et participer au débarquement de Normandie. Il sera d'ailleurs le premier navire allié à ouvrir le feu, à 05 h 10 le 6 juin, prenant pour cible la batterie du Mont-Fleury près de Ver-sur-Mer. Il retournera ensuite en Méditerranée devenant le navire amiral du groupe de soutien naval de la Task Force 84 lors du débarquement de Provence (opération Dragoon). Jusqu'à la fin de 1944, il opérera en mer Égée et en Grèce soutenant notamment le débarquement des troupes britanniques au port du Pirée. En février 1945, sir Winston Churchill et le président Roosevelt sont reçus à bord lors de leur venue à Malte afin de préparer la conférence de Yalta.

### Incident du détroit de Corfou
L'Orion a été impliqué dans l'incident du détroit de Corfou, essuyant sans dommages le feu de batteries côtières albanaises le 15 mai 1946 au large de l'île de Corfou.

### Fin
L'Orion acheva sa carrière en 1947, il fut vendu à Arnott Young (Dalmuir, Écosse) le 19 juillet 1949 et démoli en août 1949.

## Battle honours
- Atlantic 1939;
- Calabria 1940, Mediterranean 1940-43-44;
- Malta Convoys 1941, Matapan 1941, Greece 1941, Crete 1941;
- Sicily 1943, Salerno 1943;
- Aegean 1944, Anzio 1944, Normandy 1944, South France 1944.